# 施泰因巴赫 (艾希斯费尔德县)
施泰因巴赫（德語：Steinbach）是德国图林根州的市镇，隶属于艾希斯费尔德县。总面积为8.46平方千米，截至2023年12月31日总人口为542人。